# Hear Me Now (Alok, Bruno Martini e Zeeba)
Hear Me Now è un singolo dei DJ brasiliani Alok e Bruno Martini, e del cantante statunitense Zeeba, pubblicato il 21 ottobre 2016.

## Video musicale
Il video, diretto da Caio Amantini e Raphael Pamplona, è stato reso disponibile il 21 ottobre 2016 tramite i canali YouTube di Alok e Spinnin' Records.

## Tracce
Testi e musiche di Alok Petrillo, Bruno Martini e Marcos Zeballos.
Download digitale
1. Hear Me Now – 3:12

Download digitale
1. Hear Me Now – 3:12
2. Hear Me Now (Club Edit) – 5:34

Download digitale – EDX & Nora En Pure Remix
1. Hear Me Now (EDX & Nora En Pure Remix) – 4:07

## Formazione
- Alok – produzione, programmazione
- Bruno Martini – produzione, programmazione
- Zeeba – voce, programmazione

## Classifiche

### Classifiche settimanali
| Classifica (2017-23) | Posizione massima |
| -------------------- | ----------------- |
| Austria              | 40                |
| Belgio (Fiandre)     | 70                |
| Belgio (Vallonia)    | 56                |
| Bielorussia          | 165               |
| Brasile              | 54                |
| Danimarca            | 40                |
| Finlandia            | 14                |
| Francia              | 50                |
| Germania             | 50                |
| Italia               | 14                |
| Norvegia             | 8                 |
| Paesi Bassi          | 57                |
| Portogallo           | 19                |
| Repubblica Ceca      | 28                |
| Russia               | 2                 |
| Slovacchia           | 41                |
| Svezia               | 11                |
| Svizzera             | 41                |
| Ucraina              | 1                 |
| Ungheria             | 33                |

### Classifiche di fine anno
| Classifica (2017) | Posizione |
| ----------------- | --------- |
| Brasile           | 2         |
| Francia           | 139       |
| Italia            | 37        |
| Norvegia          | 77        |
| Russia            | 8         |
| Svezia            | 94        |
| Svizzera          | 78        |
| Ucraina           | 5         |
| Classifica (2018) | Posizione |
| Brasile           | 86        |
| Russia            | 142       |
| Ucraina           | 51        |
| Classifica (2019) | Posizione |
| Ucraina           | 158       |

### Classifiche di fine decennio
| Classifica (2010-19) | Posizione |
| -------------------- | --------- |
| Russia               | 123       |
| Ucraina              | 32        |